# De Havilland Highclere
Il de Havilland DH.54 Highclere fu un biplano monomotore di linea per 14 passeggeri realizzato dall'azienda britannica de Havilland Aircraft Company
negli anni venti.
Progettato per sostituire il precedente DH.34, il suo sviluppo venne interrotto quando l'Imperial Airways decise di utilizzare solo velivoli plurimotore.

## Storia

### Sviluppo
Il DH.54 Highclere fu progettato seguendo le indicazioni 40/22 emesse dall'Air Ministry per la realizzazione di un sostituto più grande del famoso DH.34. La de Havilland realizzò un aereo che si ispirava molto al modello precedente tanto che il DH.54 si può considerare una versione ingrandita di tale mezzo; infatti i posti a sedere per i passeggeri passarono da 9 a 12, il peso fu aumentato del 56% e la superficie alare del 70%. Entrambe monomotore, biplani con ali in legno rivestite di stoffa e fusoliera realizzata in compensato.
Dimensioni a parte, le differenze maggiori si riscontravano nella conformazione alare; infatti fu modificata l'ala superiore ed aumentato lo spazio tra le due ali. La superiore era collegata alla fusoliera tramite una struttura a cabine, piuttosto che essere montata direttamente sulla fusoliera. A causa delle numerose critiche che ebbe il DH.34 sulla sua elevata velocità d'atterraggio, furono modificati anche i flap e per ridurre i rischi che potevano insorgere durante un ammaraggio il carrello poteva essere sganciato mentre la fusoliera fu realizzata a tenuta stagna. I passeggeri erano ospitati su quattro file di sedili, singoli sulla sinistra e doppi sulla destra mentre una riprogettazione della stiva permise di realizzare a bordo una toilets.
A causa del maggiore peso, era necessaria una maggiore potenza per il velivolo, pertanto il DH.54 fu equipaggiato con un motore Rolls-Royce Condor IIIA raffreddato ad acqua che comportò un allungamento del muso e l'installazione di un'elica a quattro pale dal diametro di 4,27 m (14 ft).

### Impiego
Il DH.54 Highclere volò per la prima volta nel 18 giugno del 1925 ospitando passeggeri non paganti. Fu di proprietà dell'Air Ministry per tutta la sua esistenza e fu mandato alla Royal Air Force dove venne testato ed ottenne i certificati di volo il 23 aprile 1926. Successivamente l'Imperial Airways decise di non utilizzare più velivoli a motore singolo, per il trasporto passeggeri, per motivi di sicurezza e l'Highclere fu trasferito al Royal Aircraft Establishment il 7 marzo 1926 ove venne utilizzato come banco prova. Il 7 novembre 1926 venne prestato all'Imperial Airways che lo utilizzò come aereo da trasporto; in questa occasione si ipotizzarono alcune modifiche da apportare al mezzo per convertirlo a questo utilizzo ma lo sviluppo non venne mai intrapreso perché l'aereo venne distrutto in seguito al crollo del capannone che l'ospitava, all'aeroporto di Croydon, a causa di una massiccia nevicata il 1º febbraio 1927.

## Versioni non realizzate
- DH.55 - Versione a 12 posti equipaggiata con tre motori Airdisco da 120 hp.
- DH.57 - Versione derivata dal DH.55 equipaggiata con tre motori Armstrong Siddeley Puma da 230 hp.